# Autobahnkreuz Neersen
Das Autobahnkreuz Neersen (Abkürzung: AK Neersen; Kurzform: Kreuz Neersen) ist ein Autobahnkreuz in Nordrhein-Westfalen in der Metropolregion Rhein-Ruhr. Es verbindet die Bundesautobahn 44 (Aachen – Kassel) mit der Bundesautobahn 52 (Mönchengladbach – Marl). Diese Eigenschaft teilt es sich mit dem Autobahnkreuz Düsseldorf-Nord.

## Geografie
Das Autobahnkreuz liegt auf dem Stadtgebiet von Willich im Kreis Viersen, an der Stadtgrenze zu Mönchengladbach. Nächstgelegene Stadtteile sind das namensgebende Neersen und Schiefbahn (zu Willich gehörig), sowie Flughafen und Bettrath-Hoven auf Mönchengladbacher Gebiet. Es befindet sich etwa 5 km nordöstlich der Mönchengladbacher Innenstadt, etwa 20 km westlich von Düsseldorf und etwa 15 km südwestlich von Krefeld.
Das Autobahnkreuz Neersen trägt auf der A 44 die Anschlussstellennummer 22, auf der A 52 die Nummer 10.

## Geschichte
Das Autobahnkreuz wurde Ende der 1960er Jahre gebaut. Der notwendige Kies wurde in der unmittelbaren Umgebung abgebaut. Durch die Ausbaggerung entstand der Nierssee.
Im Autobahnkreuz wurden nach der Eröffnung der neuen Rheinbrücke am Flughafen Düsseldorf die Verbindungen von und zur A 52 in Richtung Roermond ausgebaut. Seitdem waren zwei Rampen gesperrt. Fahrer, die von Mönchengladbach-Ost kamen, konnten nicht auf die A 52 nach Roermond fahren, aus Krefeld kommende Fahrzeuge konnten nicht mehr auf die A 52 nach Düsseldorf wechseln, sondern müssen einer Umleitungsstrecke folgen.
Um diese Verbindungen wieder nutzen zu können, waren neue Brückenbauwerke notwendig, die in zwei Bauabschnitten errichtet wurden. Im Januar 2006 hatte der erste Ausbauabschnitt begonnen, deswegen war die Autobahn im Kreuz auf nur einer Spur pro Richtungsfahrbahn befahrbar. Der Landesbetrieb Straßen.NRW rechnete mit einer Fertigstellung der Arbeiten im Dezember 2007. Aufgrund von Problemen bei der Auftragsvergabe wurde Ende Februar 2009 als neuer Termin für die Fertigstellung angekündigt. Die endgültige Fertigstellung verzögerte sich dann noch auf März 2009. Im Oktober 2011 traten auf Grund einer schlechten Asphaltgriffigkeit im Bereich der Spange aus Richtung Roermond in Richtung Krefeld vermehrt Unfälle auf, die zu einer vorübergehenden Sperrung einer Spur führten.

## Bauform und Ausbauzustand
Beide Autobahnen sind vierstreifig ausgebaut. Alle Verbindungsrampen sind einspurig ausgeführt.
Das Autobahnkreuz wurde als Kleeblatt mit Windmühlenrampe angelegt, einer in Deutschland einmaligen Bauform.

## Anschlussstellen und Fahrbeziehungen
|                                               | Richtung Kassel (22) Neersen             |                                     |
| (9) Mönchengladbach-Neuwerk Richtung Roermond |                                          | (11) Schiefbahn Richtung Düsseldorf |
|                                               | (21) Mönchengladbach-Ost Richtung Aachen |                                     |

### Fahrbeziehungen von der A44 auf die A52
| Fahrbeziehung              | Art der Verknüpfung                |
| -------------------------- | ---------------------------------- |
| Mönchengladbach–Düsseldorf | Tangentialfahrbahn (Autobahnrampe) |
| Krefeld–Roermond           | Tangentialfahrbahn                 |
| Mönchengladbach–Roermond   | Radialfahrbahn (Autobahnohr)       |
| Krefeld–Düsseldorf         | Radialfahrbahn (Autobahnohr)       |

### Fahrbeziehungen von der A52 auf die A44
| Fahrbeziehung              | Art der Verknüpfung                  |
| -------------------------- | ------------------------------------ |
| Düsseldorf–Mönchengladbach | Radialfahrbahn                       |
| Roermond–Krefeld           | Überführung, die über die A 44 führt |
| Roermond–Mönchengladbach   | Tangentialfahrbahn                   |
| Düsseldorf–Krefeld         | Tangentialfahrbahn                   |

## Verkehrsaufkommen
Das Kreuz wurde im Jahr 2015 täglich von rund 104.000 Fahrzeugen befahren.
| Von                               | Nach                 | Durchschnittliche tägliche Verkehrsstärke | Durchschnittliche tägliche Verkehrsstärke | Durchschnittliche tägliche Verkehrsstärke | Anteil Schwerlastverkehr | Anteil Schwerlastverkehr | Anteil Schwerlastverkehr |
| Von                               | Nach                 | 2005                                      | 2010                                      | 2015                                      | 2005                     | 2010                     | 2015                     |
| --------------------------------- | -------------------- | ----------------------------------------- | ----------------------------------------- | ----------------------------------------- | ------------------------ | ------------------------ | ------------------------ |
| AS Mönchengladbach-Ost (A 44)     | AK Neersen           | 26.800                                    | 21.000                                    | 19.800                                    | 7,0 %                    | 6,9 %                    | 6,9 %                    |
| AK Neersen                        | AS Neersen (A 44)    | 55.700                                    | 59.400                                    | 66.200                                    | 9,5 %                    | 8,6 %                    | 8,7 %                    |
| AS Mönchengladbach-Neuwerk (A 52) | AK Neersen           | 78.600                                    | 73.900                                    | 72.600                                    | 8,8 %                    | 9,5 %                    | 8,1 %                    |
| AK Neersen                        | AS Schiefbahn (A 52) | 44.900                                    | 42.800                                    | 49.700                                    | 8,7 %                    | 8,8 %                    | 7,3 %                    |